# Grèbe aux belles joues
Podiceps occipitalis
Espèce
Statut de conservation UICN

 LC  : Préoccupation mineure
Le Grèbe aux belles joues (Podiceps occipitalis) est une espèce d'oiseaux de la famille des Podicipedidae.

## Répartition et sous-espèces
D'après la classification de référence (version 14.1, 2024) de l'Union internationale des ornithologues, le Grèbe aux belles joues possède 2 sous-espèces :
- Podiceps occipitalis juninensis Berlepsch & Stolzmann, 1894 : de la Colombie au nord du Chili et de l'Argentine ;
- Podiceps occipitalis occipitalis Garnot, 1826 : centre/sud du Chili et Argentine, îles Malouines.